# Jasenovac (żupania osijecko-barańska)
Jasenovac – wieś w Chorwacji, w żupanii osijecko-barańskiej, w gminie Kneževi Vinogradi. W 2011 roku liczyła 35 mieszkańców.